# تاکاهیرو موریچی
تاکاهیرو موریچی (انگلیسی: Takahiro Moriuchi؛ زادهٔ ۱۷ آوریل ۱۹۸۸) موسیقی‌دان اهل ژاپن است. وی از سال ۲۰۰۳ میلادی تاکنون مشغول فعالیت بوده‌است. وی خواننده گروه راک ژاپنی وان اوکی راک است.